# Sarıçam
Sarıçam (prononcé [sɑɾɯt͡ʃam]) est un district de la province d'Adana.

## Géographie
La base aérienne d'İncirlik est située dans la partie la plus méridionale du district.